# Сенно (Вонґровецький повіт)
Сенно (пол. Sienno, нім. Schreibersdorf) — село в Польщі, у гміні Вонґровець Вонґровецького повіту Великопольського воєводства.
Населення — 293 особи (2011).
У 1975-1998 роках село належало до Пільського воєводства.

## Демографія
Демографічна структура станом на 31 березня 2011 року:
|          | Загалом | Допрацездатний вік | Працездатний вік | Постпрацездатний вік |
| -------- | ------- | ------------------ | ---------------- | -------------------- |
| Чоловіки | 128     | 29                 | 92               | 7                    |
| Жінки    | 165     | 52                 | 89               | 24                   |
| Разом    | 293     | 81                 | 181              | 31                   |